# Памятник Ивану Сеченову
Па́мятник Ива́ну Се́ченову — памятник русскому просветителю, медику, биологу, физико-химику, одному из основоположников психологии Ивану Сеченову. В 1955 году Академия наук СССР, Министерство здравоохранения СССР, Академия медицинских наук СССР предложили установить в Москве скульптуру учёному в связи с пятидесятилетием со дня смерти. Инициативу также поддержали Министерство культуры СССР и Мосгорисполком. 4 октября того же года вышел указ ЦК КПСС с указанием возвести монумент. Его открытие состоялось 2 апреля 1958 года перед зданием Московского медицинского института имени Ивана Сеченова. Авторами проекта являются скульптор Лев Кербель и архитектор Леонид Поляков. В 1960 году памятник признан объектом культурного наследия.
Бронзовый поясной бюст установлен на гранитный постамент. Профессор, одетый в докторский халат, изображён за кафедрой в момент чтения лекции. Голова повёрнута влево, взгляд обращён к слушателям. Правая рука слегка опущена на трибуну, в левой находятся конспекты.